# The Insect Trust
The Insect Trust war eine Rockgruppe, die im Jahre 1966 in Memphis (Tennessee) gegründet wurde. Ihr musikalisches Markenzeichen war eine psychedelische Mischung aus Progressive Rock, Jazz, Folk, Blues und Rock and Roll, die Ähnlichkeiten mit Fairport Convention, Janis Joplin, Grateful Dead und Jefferson Airplane aufwies.
Ursprüngliche Mitglieder der Band waren die Sängerin Nancy Jeffries, Bill Barth (Gitarre), Luke Faust (Banjo, Fiddle, Mundharmonika), Robert Palmer (Klarinette/Alt-Saxophon) und Trevor Koehler (Saxophon). Der Bandname war von dem Literatur-Magazin The Insect Trust Gazette abgeleitet.
The Insect Trust nahmen während der kurzen Zeit ihres Bestehens zwei Alben auf:
- The Insect Trust (1969) und
- Hoboken Saturday Night (1970). Am zweiten Album war auch Bill Folwell als Bassist und Komponist beteiligt.

Aus ihrem Saxophon-Spieler Bob Palmer wurde später der hoch angesehene Musik-Kritiker Robert Palmer, die Sängerin Nancy Jeffries eine bedeutende Managerin bei Plattenfirmen wie A&M, Virgin und Elektra.